# Чемпіонат світу з водних видів спорту
Чемпіонат світу FINA або чемпіонат світу з водних видів спорту — міжнародне змагання з водних видів спорту, що проводиться під егідою Міжнародної федерації плавання (FINA) з 1973 року й охоплює плавання (у басейні та на відкритій воді), стрибки у воду, синхронне плавання та водне поло.
З 1978 по 1998 роки чемпіонати проводилися раз на чотири роки, у парні роки між літніми Олімпійськими іграми. З 2001 року світова першість з водних видів спорту проводиться раз на два роки (по непарних роках).
У змаганнях можуть брати участь спортсмени з усіх 209 країн-членів FINA.

## Чемпіонати світу
| Рік  | Дата                  | Місце проведення        | Кількість спортсменів/країн | Дисциплін | Комплектів нагород (ч/ж/мікст) | Перше місце в заліку | Друге місце в заліку | Третє місце в заліку |
| ---- | --------------------- | ----------------------- | --------------------------- | --------- | ------------------------------ | -------------------- | -------------------- | -------------------- |
| 1973 | 31 серпня — 9 вересня | СФРЮ, Белград           | 686 / 47                    | 37        | 18 / 19                        | США                  | НДР                  | Італія               |
| 1975 | 19 — 27 липня         | Колумбія, Калі          | 682 / 39                    | 37        | 18 / 19                        | США                  | НДР                  | Угорщина             |
| 1978 | 20 — 28 серпня        | ФРН, Західний Берлін    | 828 / 37                    | 37        | 18 / 19                        | США                  | СРСР                 | Канада               |
| 1982 | 29 липня — 8 серпня   | Еквадор, Гуаякіль       | 848 / 52                    | 37        | 18 / 19                        | США                  | НДР                  | СРСР                 |
| 1986 | 13 — 23 серпня        | Іспанія, Мадрид         | 1119 / 34                   | 41        | 19 /22                         | НДР                  | США                  | Канада               |
| 1991 | 3 — 13 січня          | Австралія, Перт         | 1142 / 60                   | 45        | 21 / 24                        | США                  | КНР                  | Угорщина             |
| 1994 | 1 — 11 вересня        | Італія, Рим             | 1400 / 102                  | 45        | 21 / 24                        | КНР                  | США                  | Росія                |
| 1998 | 8 — 17 січня          | Австралія, Перт         | 1371 / 121                  | 55        | 26 / 29/                       | США                  | Росія                | Австралія            |
| 2001 | 16 — 29 липня         | Японія, Фукуока         | 1498 / 134                  | 61        | 29 / 32                        | Австралія            | КНР                  | США                  |
| 2003 | 12 — 27 липня         | Іспанія, Барселона      | 2015 / 157                  | 62        | 29 / 33                        | США                  | Росія                | Австралія            |
| 2005 | 16 — 31 липня         | Канада, Монреаль        | 1784 / 144                  | 62        | 29 / 33                        | США                  | Австралія            | КНР                  |
| 2007 | 18 березня — 1 квітня | Австралія, Мельбурн     | 2158 / 167                  | 65        | 29 / 36                        | США                  | Росія                | Австралія            |
| 2009 | 17 липня — 2 серпня   | Італія, Рим             | 2848 / 183                  | 65        | 29 / 36                        | США                  | КНР                  | Росія                |
| 2011 | 16 — 31 липня         | КНР, Шанхай             | 2220 / 181                  | 65        | 29 / 36                        | США                  | КНР                  | Росія                |
| 2013 | 19 липня — 4 серпня   | Іспанія, Барселона      | 2293 / 181                  | 68        | 30 / 37 / 1                    | США                  | КНР                  | Росія                |
| 2015 | 24 липня — 9 серпня   | Росія, Казань           | 2400 / 190                  | 75        | 30 / 37 / 8                    | КНР                  | США                  | Росія                |
| 2017 | 14 — 30 липня         | Угорщина, Будапешт      | 2360 / 182                  | 75        | 30 / 37 / 8                    | США                  | КНР                  | Росія                |
| 2019 | 12 — 28 липня         | Південна Корея, Кванджу | 2623 / 193                  | 76        | 30 / 38 / 8                    | КНР                  | США                  | Росія                |
| 2022 | 13 — 19 травня        | Японія, Фукуока         |                             |           |                                |                      |                      |                      |
| 2023 | 6 — 22 жовтня         | Катар, Доха             |                             |           |                                |                      |                      |                      |